# Itame fsignum
Itame fsignum là một loài bướm đêm trong họ Geometridae.